# Ежова главица
Ежовата главица (Dactylis glomerata) е вид многогодишно тревисто растение от семейство Житни.

## Разпространение
Разпространено е в Европа, Азия и Северна Африка.

## Описание
На височина достига 20 – 120 cm. Листата имат дължина 20 – 50 cm и са широки до 1,5 cm. Сенкоиздръжливо растение, разпространено в редките гори и по поляни. Вирее върху плодородна и богата на азот почва. Ежовата главица е чувствителна към прекомерната влага. Цъфти през май-юли.
Обикновено ежовата главица се приема за единствения представител на рода Dactylis с няколко регионални подвида; според някои ботанисти тези подвидове са отделни видове или са поне разновидности.
Ценно фуражно растение, използва се за ливадна трева. Култивирането ѝ започва през 19 век.